# Maria Himmelfahrt (Szprotawa)

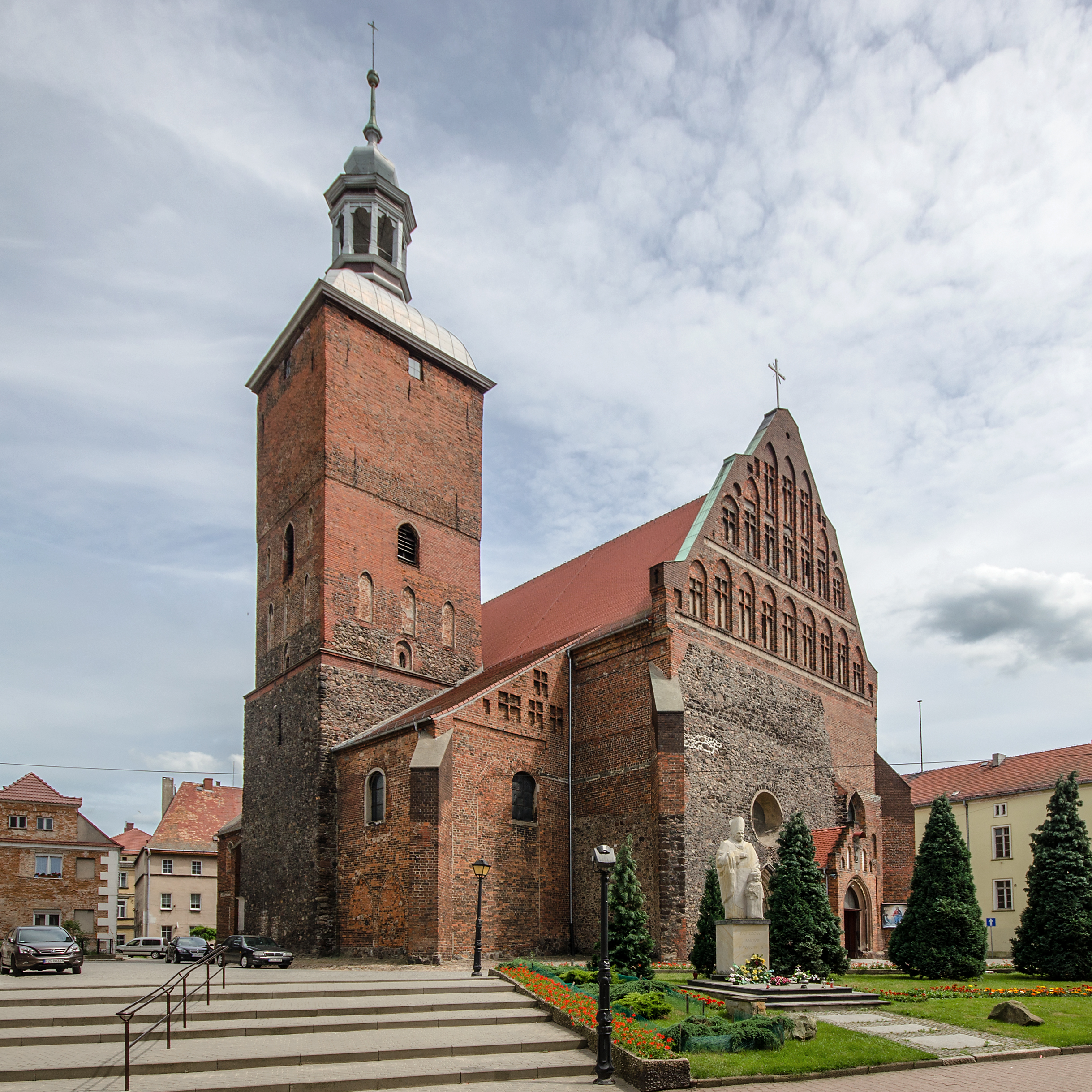
Maria Himmelfahrt in Szprotawa

Die römisch-katholische Pfarrkirche Mariä Himmelfahrt ist ein Kirchengebäude in Szprotawa (deutsch: Sprottau) im Powiat Żagański der Woiwodschaft Lebus in Polen. Sie gehörte zum Erzbistum Breslau und war seit der Reformation bis zum Übergang an Polen 1945 Teil des Kirchenkreises Sprottau in der Kirchenprovinz Schlesien der Evangelischen Kirche der altpreußischen Union. Nach 1945 wurde das Gotteshaus wieder zur römisch-katholischen Pfarrkirche mit dem Patrozinium Mariä Himmelfahrt (Kościół Wniebowzięcia Najświętszej Maryi Panny) umgewidmet.

## Geschichte
Die gotische Kirche wurde zwischen 1250 und 1359 aus Feldstein mit Raseneisensteinquadern errichtet. Als Pfarrkirche wurde sie erstmals im Jahre 1260 erwähnt. Seit 1329 war sie Klosterkirche der Sprottauer Magdalenerinnen, denen auch das Kirchenpatronat zustand. Bei einer umfangreichen Erweiterung in der ersten Hälfte des 15. Jahrhunderts wurde sie zu einer dreischiffigen Hallenkirche mit sechsseitig gebrochenem Chor umgebaut. Vom vorherigen Bau stammen die Umfassungsmauern an der West- und Nordseite. Auch der untere Teil des nördlichen Glockenturms mit Laterne stammt von der ersten Kirche. Die Seitenschiffe und der Chorumgang wurden durch Achteckpfeiler mit einfachem Sockel und Kämpfergesims abgetrennt. Nach verheerenden Bränden in den Jahren 1473, 1630, 1672 und 1702 wurde die Kirche jeweils wieder aufgebaut. In der ersten Hälfte des 16. Jahrhunderts wurde das Kirchengebäude um eine Sakristei und eine Kapelle erweitert. Die Netzgewölbe im Stil Peter Parlers stammen aus dem frühen 16. Jahrhundert. Auch der stattliche Westgiebel mit seiner dichten Gliederung aus Kreuzstockblenden wird auf diese Zeit datiert.